# Rohrbach-Steinberg
Pour les articles homonymes, voir Rohrbach et Steinberg.
Rohrbach-Steinberg est une ancienne commune autrichienne du district de Graz-Umgebung en Styrie.